# Museo d'arte di Toledo
Il Museo d'arte della città statunitense di Toledo (in inglese Toledo Museum of Art), è un istituto museale universitario d'arte internazionale, situato nel quartiere Old West End. È in possesso di una ragguardevole collezione di 30 000 oggetti. Venne fondato dall'artigiano vetraio Edward Drummond Libbey nel 1901, occupando più tardi quella che diverrà la sua storica sede, un edificio neogreco progettato da Edward B. Green e Harry W. Wachter nel 1912. L'edificio fu ampliato tra gli anni venti e trenta.